# Eugeniusz Morawski-Dąbrowa
Eugeniusz Morawski-Dąbrowa, także Eugeniusz Morawski (ur. 2 listopada 1876 w Warszawie, zm. 23 października 1948 tamże)  – polski kompozytor, pedagog i malarz.

## Życiorys
W latach 1899–1904 studiował w Instytucie Muzycznym w Warszawie w klasie fortepianu Antoniego Sygietyńskiego i kompozycji Zygmunta Noskowskiego  .
W 1903 podjął naukę w klasie rysunkowej Jana Kauzika, a w 1904 wstąpił do nowo powstałej Szkoły Sztuk Pięknych w Warszawie, gdzie do 1907 roku był uczniem Konrada Krzyżanowskiego (portret), Ferdynanda Ruszczyca (pejzaż) i Karola Tichego (sztuka stosowana). Wraz z Mikalojusem Konstantinasem Čiurlionisem brał udział w organizowanych przez tę uczelnię plenerach w Arkadii (1904), Zwierzyńcu (1905), Istebnej (1906); obaj odbyli też podróż na Kaukaz (1905) .
Równocześnie od 1903 Morawski działał w organizacji bojowej Frakcji Rewolucyjnej Polskiej Partii Socjalistycznej. 3 listopada 1907 został aresztowany za udział w przygotowaniu zamachu na policję i skazany na 4 lata zesłania na Syberię, lecz dzięki staraniom jego ojca, kara ta została zamieniona na emigrację za granicę Imperium Rosyjskiego . W 1908 Morawski wyjechał do Paryża, gdzie studiował kontrapunkt pod kierunkiem André’a Gedalge’a i instrumentację u Camille’a Chevillarda. Podjął też studia malarskie w Académie Julian, a następnie rzeźbiarskie w Akademii Colarossiego u Antoine’a Bourdelle’a  .
W 1930 powrócił do Polski, w marcu tegoż roku został dyrektorem konserwatorium w Poznaniu. W latach 1932–1939 był rektorem Państwowego Konserwatorium Muzycznego w Warszawie. Podczas czterech kadencji rektorskich zorganizował wydział muzykologii, klasę operową i kapelmistrzowską uzyskał uniwersytecki status dla dyplomów konserwatorium, zainicjował tzw. koncerty wymienne absolwentów wyższych uczelni muzycznych w różnych miastach europejskich (Berlin 1936, Sztokholm 1938). Poza sprawowaną funkcją rektora, był również wykładowcą instrumentacji. Podczas II wojny światowej uczył w tajnym konserwatorium Stanisław Kazury  .
Morawski był członkiem założycielem Société des Artistes Polonais w Paryżu (1909), Towarzystwa Opery Narodowej (1932), Instytutu Fryderyka Chopina (1934); zasiadał w komisjach konkursowych, radach programowych i artystycznych. Otrzymał nagrodę muzyczną MWRiOP za balet Świtezianka (1933). 
Pochowany na cmentarzu Powązkowskim w Warszawie (kwatera 333-3-9).

## Ordery i odznaczenia
- Krzyż Oficerski Orderu Odrodzenia Polski (10 listopada 1933)[5]
- Medal Niepodległości (23 grudnia 1933)[6]
- Złoty Wawrzyn Akademicki (5 listopada 1935)[7]

## Twórczość
Dość wcześnie wyzwolił się z fascynacji muzyką Richarda Straussa, krytycznie odnosił się do dzieł Maurice’a Ravela, Claude’a Debussy’ego i Igora Strawinskiego. Wykorzystując tylko niektóre elementy techniczne stosowane przez tych twórców ukształtował własny styl kompozytorski. Monumentalna forma i ekspresjonistyczna, kunsztowna instrumentacja, o ciemnym i gęstym kolorycie brzmienia, wyrastały w dużym stopniu z programowości inspirowanej pełną nastroju grozy i niesamowitości twórczością literacką E.A. Poego (poematy symfoniczne). Ekspresjonizm zaznaczył się nawet w licznych stylizacjach muzyki ludowej (tańce polskie w Świteziance).
Jego twórczość kompozytorska pozostaje w zapomnieniu, do czego przyczyniło się negatywne nastawienie do jego osoby apologetów Karola Szymanowskiego spowodowane okolicznościami, w jakich Morawski objął po Szymanowskim stanowisko rektora konserwatorium w Warszawie . Duża część twórczości Morawskiego (w tym wszystkie symfonie) zaginęła podczas II wojny światowej.
W 2019 jego utwór Świtezianka znalazł się w zbiorze 100 na 100. Muzyczne dekady wolności. W 2022 nakładem Polskiego Radia ukazał się album Eugeniusz Morawski – kompozytor wyklęty, zawierający najważniejsze zachowane utwory Morawskiego.
Twórczość malarską, wykazującą wiele wspólnych cech z malarstwem Mikalojusa Konstantinasa Čiurlionisa, traktował marginesowo, ograniczając się do tematyki marynistycznej.

## Ważniejsze kompozycje
(na podstawie materiału źródłowego )

### Utwory sceniczne
- opery

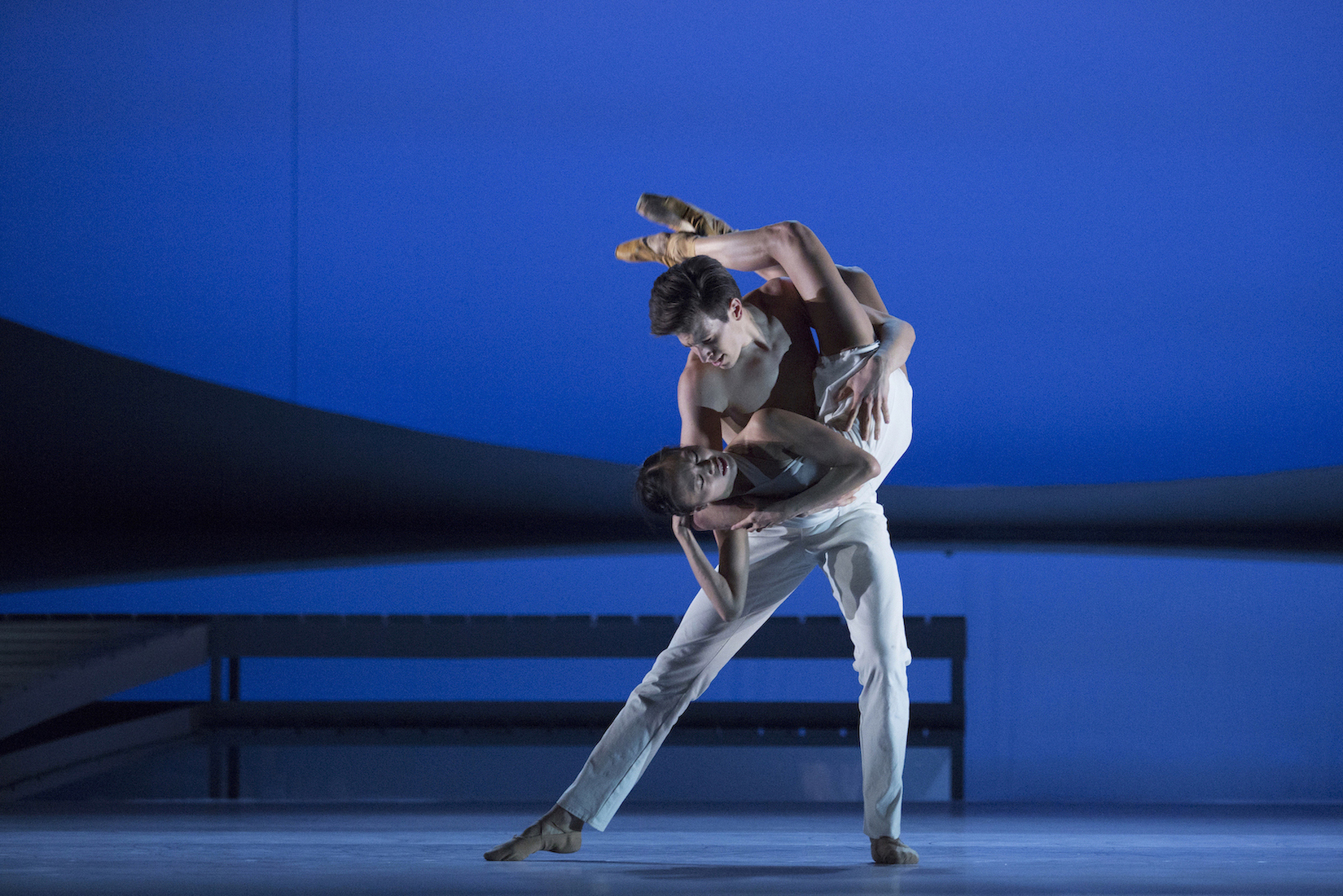
Świtezianka Morawskiego w choreografii Roberta Bondary, Polski Balet Narodowy, tańczą: Yuka Ebihara i Kristóf Szabó, 2017

  - Lilla Weneda, libretto wg Juliusza Słowackiego
  - Aspazja, libretto wg Aleksandra Świętochowskiego
  - Salammbô, libretto wg Gustave’a Flauberta
  - Pan Tadeusz, libretto wg Adama Mickiewicza, (nieukończona)
  - Dafnis i Chloe, (nieukończona)
- balety
  - Miłość, 1928
  - Krak i smok, 1929
  - Świtezianka, 1930
  - Balet gotycki, (zaginiony)
  - Kuszenie św. Antoniego, (zaginiony)
  - Smocza jama, 1948, (nieukończony)

### Utwory orkiestrowe
- symfonie, (wszystkie zaginione)
  - Vae Victis, e-moll, ok. 1906
  - Fleurs du mal, g-moll, ok. 1906
  - Prometeusz, e-moll na głosy solowe, chór i orkiestrę
- poematy symfoniczne
  - Don Kiszot, wg M. Cervantesa, 1910
  - Nevermore, wg E.A. Poego, 1911
  - Ulalume, wg E.A. Poego
  - Hop-Frog, wg E.A. Poego, (zaginiony)
  - Iridion wg Zygmunta Krasińskiego, (zaginiony)
  - Ahasweries, (zaginiony)
- 2 koncerty fortepianowe
- Koncert skrzypcowy

oraz utwory kameralne, fortepianowe i pieśni.